# Totta Näslund
Erik Torsten (Totta) Näslund, född 1 april 1945 i Sandviken, död 19 juni 2005 i Göteborg, var en svensk musiker och skådespelare.

## Biografi
Näslund föddes i Sandviken men växte upp i Köpmanholmen utanför Örnsköldsvik och bosatte sig 1970 i Göteborg. Han uppmärksammades som musiker under progg-vågen, då han var med först i Nynningen och sedan i Nationalteatern. Han var också en av frontfigurerna i Tältprojektet. Efter proggen var han bland annat verksam som bluesartist i Tottas bluesband (bildat 1977). Sin stora berömmelse bland de breda folklagren fick Näslund med sina soloskivor som gjordes efter 1995.
Näslund avled 2005 på Östra sjukhuset i Göteborg av cancer, kort efter en sista turné till Bob Dylans uppväxtstad Hibbing, Minnesota. Näslunds sista inspelade skiva blev Dylan, ett album med tolkningar av Bob Dylan på svenska som han spelade in tillsammans med Mikael Wiehe och som utgavs postumt 2006. Håkan Lahger, som skrivit boken Dylan – en kärlekshistoria, beskriver Näslund som Sveriges främste Dylan-tolkare.
År 2006 kom hyllningsalbumet Bra dagar – en skiva till Totta med medverkan av artister som Dan Hylander, Plura, Mauro Scocco, Jenny Silver, Tomas Andersson Wij, Mikael Wiehe och Nisse Hellberg. Totta Näslund är begravd på Västra kyrkogården i Göteborg.

## Diskografi (urval)

### Med Nynningen
- 1973 – För full hals
- 1974 – 1974

### Med Nationalteatern
- 1978 – Barn av vår tid
- 1980 – Rövarkungens ö
- 1987 – Peter Pan
- 1988 – Nationalteaterns Greatest Hits (samling)
- 1991 – Nationalteaterns Rockorkester live
- 2002 – En samling 1972-80 (samling)

### Med Tomas Forssell
- 1980 – Nya tider

### Med Totta's Bluesband
- 1981 – Live at Renströmska
- 1983 – Saturday Night Boogie Woogie
- 1985 – Combination Boogie
- 1986 – Totta's Bluesband
- 1988 – Compilation Boogie 1981-1986 (samling)
- 2003 – Sitting on Top of the World (samling)

### Med Totta & Hot'n'Tots
- 1989 – Totta & Hot'n'Tots featuring Spencer Bohren

### Solo
- 1995 – Totta
- 1996 – Totta 2 - Hjärtats slutna rum
- 1999 – Totta 3 - En dåre som jag
- 2001 – Totta 4 - Duetterna
- 2002 – Totta 5 - Turnén
- 2002 – Totta 6 - Bortom månen & mars
- 2004 – Totta 7 - Soul på drift
- 2005 – Totta 8 - Greatest Hits - Bättre begagnat
- 2006 – Dylan (med Mikael Wiehe)

## Filmografi
- 1982 – Målaren
- 1983 – The Blues of Köpmanholmen ( dokumentär)
- 1984 – Taxibilder (TV-serie)
- 1984 – Tryggare kan ingen vara ... (TV-serie)
- 1986 – Älska mej
- 1988 – Som man ropar (TV-serie)
- 1992 – Blueprint (TV-serie)
- 1997 – Vildängel